# Patricia Skinner
Patricia Skinner (* 1965) ist eine britische Mittelalterhistorikerin.
Patricia Skinner hat den MPhil und den Ph. D. an der Universität Birmingham erworben. Sie lehrte als Senior Lecturer in Medieval History an der Universität Southampton. 2011 wechselte sie an die walisische Universität Swansea, wo sie als Research Professor einen personal chair innehat. Ihr Forschungsinteresse gilt der Geschichte Süditaliens bis zur Entstehung des Königreichs Sizilien, besonders der Geschichte von Gaeta, der Genderforschung und den Juden im mittelalterlichen Britannien.
Sie ist Fellow der Royal Historical Society.

## Schriften (Auswahl)
- Family Power in Southern Italy: the Duchy of Gaeta and its Neighbours 850-1139 Cambridge: CUP, 1995
- Health and Medicine in Early Medieval Southern Italy, Leiden: Brill 1997
- Women in Medieval Italian Society, c.500-1200, London: Longman, 2001; italienische Ausgabe Rom: Viella 2005
- Jews in Medieval Britain: Historical, Literary and Archaeological Perspectives Herausgeberin, Boydell, 2003
- Living with Disfigurement in Early Medieval Europe. Palgrave Macmillan US 2017 (Open Access)